# Brachycaudus klugkisti
Brachycaudus klugkisti är en insektsart som först beskrevs av Carl Julius Bernhard Börner 1942.  Brachycaudus klugkisti ingår i släktet Brachycaudus och familjen långrörsbladlöss. Arten är reproducerande i Sverige. Inga underarter finns listade i Catalogue of Life.